# Hypnum riparioides
Hypnum riparioides är en bladmossart som beskrevs av Georg Ernst Ludwig Hampe 1870. Hypnum riparioides ingår i släktet flätmossor, och familjen Hypnaceae. Inga underarter finns listade i Catalogue of Life.